# 3005 Pervictoralex
3005 Pervictoralex este un asteroid din centura principală, descoperit pe 22 august 1979 de Claes Lagerkvist.